# 631 Batalion Kozacki
631 Batalion Kozacki (niem. Kosaken-Bataillon 631, ros. 631-й казачий батальон) – oddział wojskowy Wehrmachtu złożony z Kozaków podczas II wojny światowej
W sierpniu 1942 r. w obozie zbiorczym dla Kozaków w Szepietowce został sformowany 8 Mieszany Pułk Kozacki. Liczył ok. 1,1 tys. ludzi. Na ich czele stanął esauł Andriejew. Pułk składał się z pięciu kompanii: dwóch strzeleckich, rowerowej, karabinów maszynowych i sztabowej. Był podporządkowany VIX Korpusowi Armijnemu Grupy Armii "Środek". Od października tego roku działał w rejonie Dorohobuża, a następnie w rejonie Witebska. W grudniu został przemianowany na 631 Batalion Kozacki. Miał pięć kompanii. W poł. 1944 r. przeniesiono go na ziemie polskie. W sierpniu i wrześniu tego roku uczestniczył w pacyfikacji powstania warszawskiego. Od marca 1945 r. do końca wojny działał w składzie 4 Armii Pancernej.